# Alveopora spongiosa
Alveopora spongiosa е вид корал от семейство Poritidae. Видът е почти застрашен от изчезване.

## Разпространение
Разпространен е в Американска Самоа, Австралия, Британска индоокеанска територия, Камбоджа, Коморски острови, Острови Кук, Джибути, Египет, Еритрея, Фиджи, Френска Полинезия, Гуам, Индия, Индонезия, Израел, Япония, Йордания, Кения, Кирибати, Мадагаскар, Малайзия, Малдивите, Маршалови острови, Мавриций, Майот, Микронезия, Мозамбик, Мианмар, Науру, Нова Каледония, Нова Зеландия, Ниуе, Норфолк, Северни Мариански острови, Оман, Палау, Папуа-Нова Гвинея, Филипини, Реюнион, Самоа, Саудитска Арабия, Сейшелски острови, Сингапур, Соломоновите острови, Сомалия, Южна Африка, Шри Ланка, Судан, Тайван, Танзания, Тайланд, Токелау, Тонга, Тувалу, Малки далечни острови на САЩ, Вануату, Виетнам, Уолис и Футуна и Йемен.